# エチミアジンの大聖堂と教会群ならびにズヴァルトノツの考古遺跡
エチミアジンの大聖堂と教会群ならびにズヴァルトノツの考古遺跡（エチミアジンのだいせいどうときょうかいぐんならびにズヴァルトノツのこうこいせき）は、アルメニア共和国にあるユネスコの世界遺産登録物件名。登録は2000年。古いキリスト教の教会堂を対象とする。

## 概略

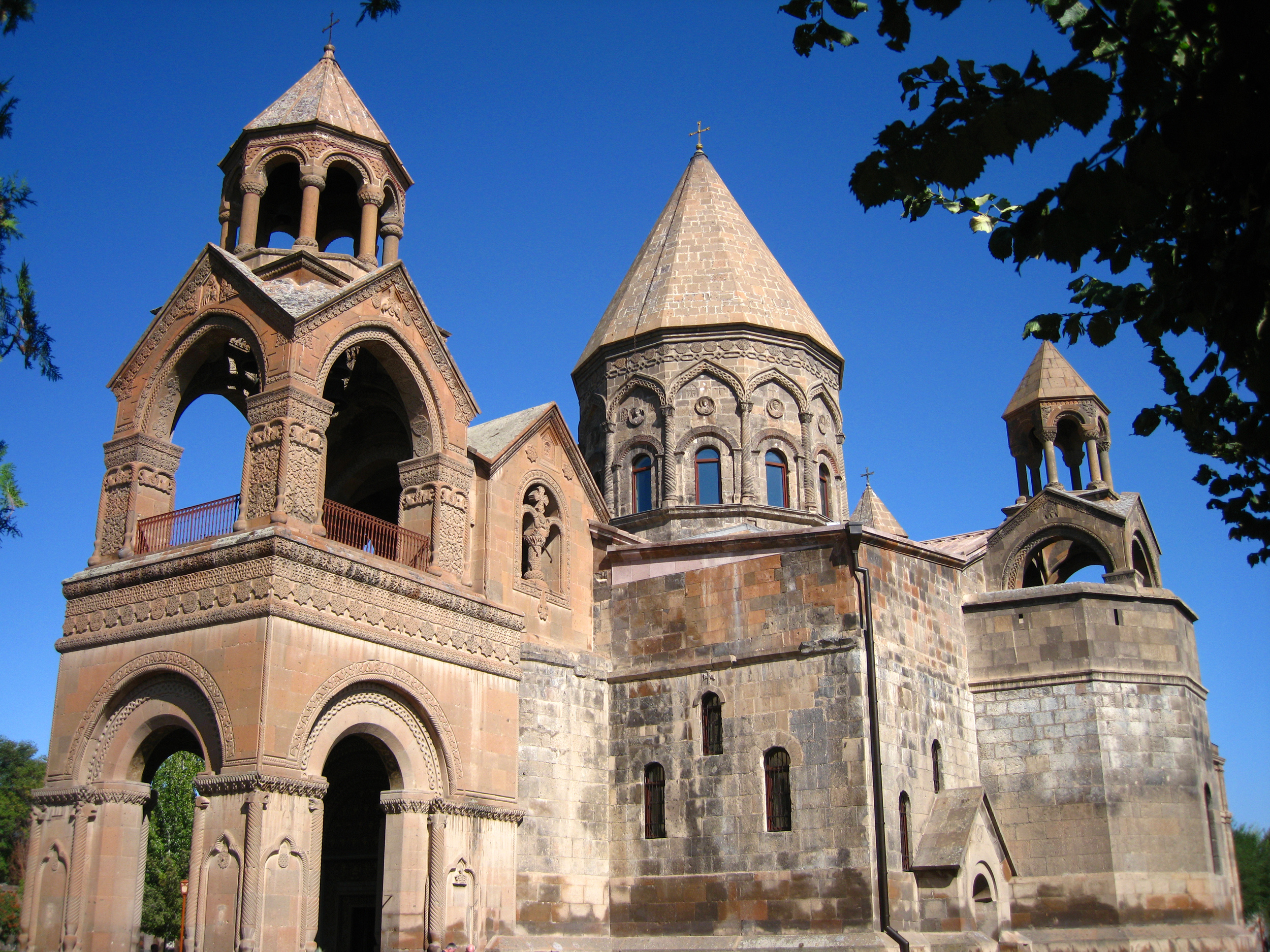
エチミアジン大聖堂

アルメニアは世界でも最も古い文化を持つ国のひとつで、301年には、歴史上初めてキリスト教を国教と定めている。東ローマ帝国とサーサーン朝に挟まれたアルメニア王国は、5世紀になると両国に分割されて滅ぶが、6世紀末には東ローマ帝国のあらゆる場所にアルメニア人のコミュニティが形成され、特に軍の要職はアルメニア人が占めるほどになった。アルメニア人は東ローマ帝国内に社会的優位性を築き、ビザンティン建築においても、その発展に寄与することになる。

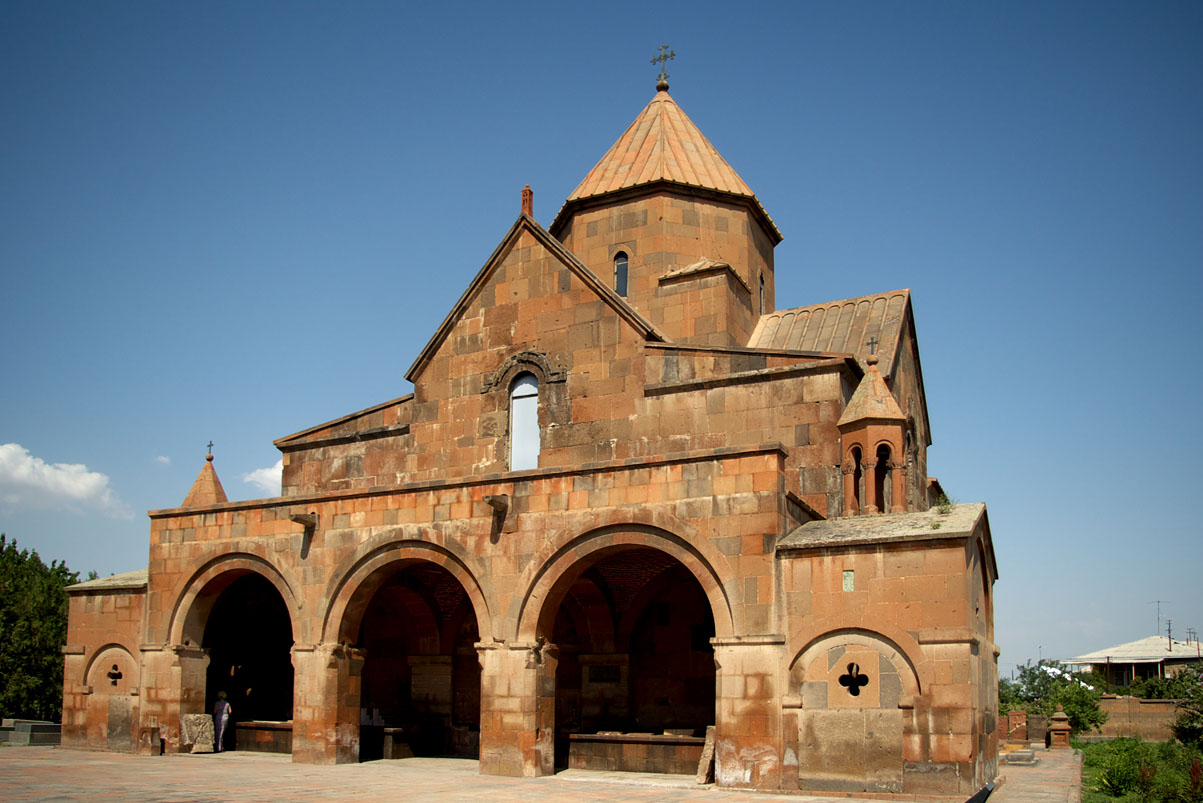
スルブ・ガヤネ教会

アルメニア最古の教会建築物は5世紀から6世紀に遡り、その形式はシリアの影響を強く受けたものであった。5世紀のアルメニアの歴史家アガタンゲロスによると、聖堂の建設は、アルメニア使徒教会の最初の大主教・啓蒙者グレゴリオスが、キリストが天から下りて、金色の槌で大地に触れるビジョンを見たことに始まる。彼はその場所、ヴァガルシャパトにエチミアジン大聖堂を建設した。

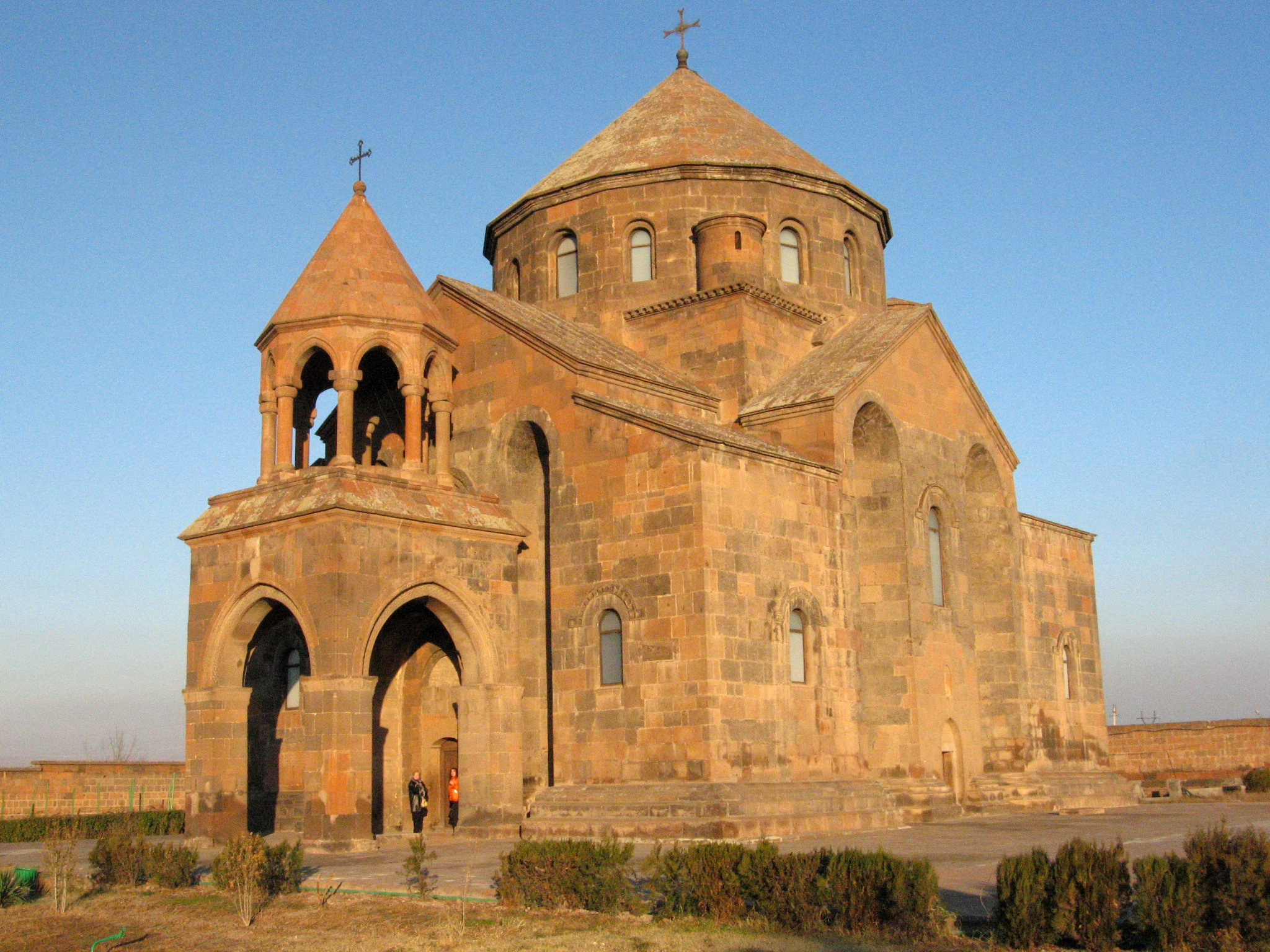
スルブ・フリプシメ教会

現在の教会群は、610年から670年頃にアルメニア建築が高度に洗練された頃に建設されたものを中核とする。コミタスによってフリプシメ(618年創建)、ガヤネ(630年)、カトリコス・ネルセル3世によって創建されたズヴァルトノツ（643-661年）、カルムラヴォル、オヅン、ヴォスケバル。中でもフリプシメ教会は古典的完成品の域に達した構造をもつ。
この時期、アルメニア高原は、暗黒時代に突入した東ローマ帝国本土に代わり、ビザンティン建築を牽引するはたらきを担った。ただし、厳密に言うと、アルメニア建築はビザンティン建築に包含されるものではなく、常にアルメニアの独自性を保ち続けたと言って良い。大聖堂以外に、スルブ・ガヤネ教会、スルブ・フリプシメ教会、スルブ・アストゥアツァンティン（生神女）教会などが登録されている。

## 主な建築物
世界遺産には、3つの領域が指名されている。
- エチミアジンのスルブ・アストゥアツァンティン大聖堂とスルブ・ガヤネ教会
- スルブ・フリプシメ教会
- 王宮跡を含むズヴァルトノツの考古遺跡

## 登録基準
この世界遺産は世界遺産登録基準のうち、以下の条件を満たし、登録された（以下の基準は世界遺産センター公表の登録基準からの翻訳、引用である）。
- (2) ある期間を通じてまたはある文化圏において、建築、技術、記念碑的芸術、都市計画、景観デザインの発展に関し、人類の価値の重要な交流を示すもの。
- (3) 現存するまたは消滅した文化的伝統または文明の、唯一のまたは少なくとも稀な証拠。